# Culture du Panama

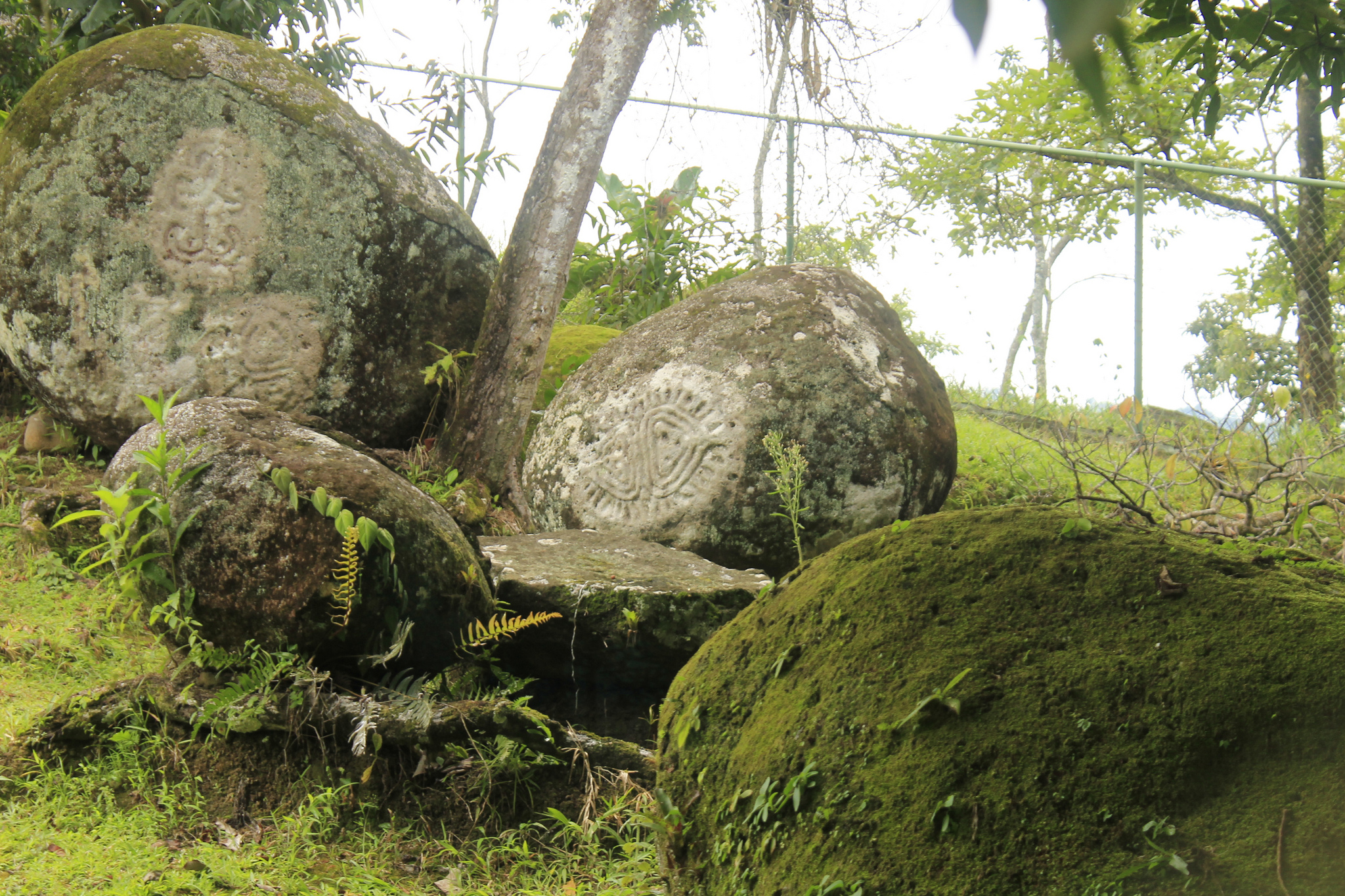
Pétroglyphes de Nancitos, Cerro de la Valeria y Río Santa Lucía.

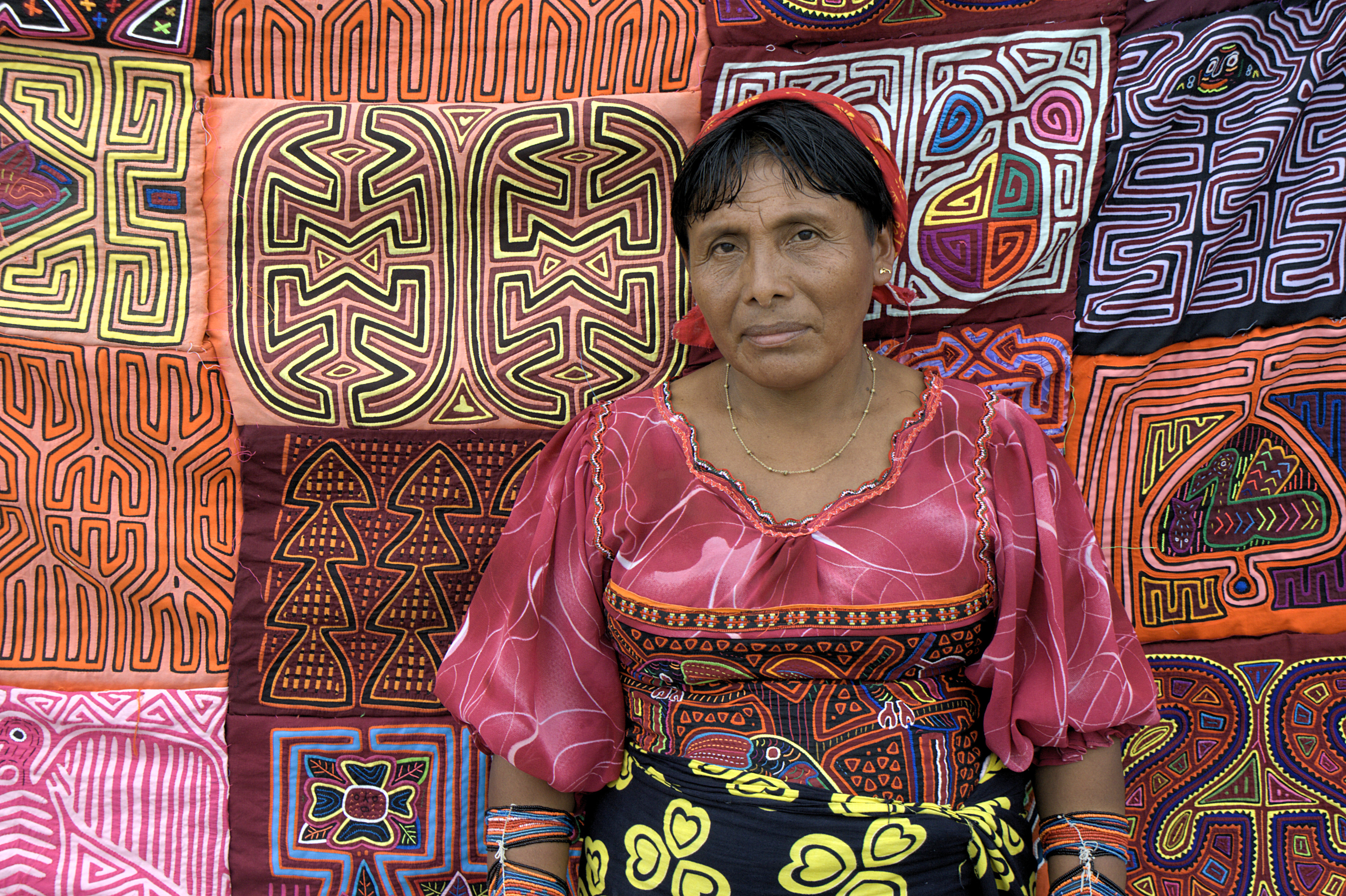
Femme kuna vendant des molakana à Panama City.

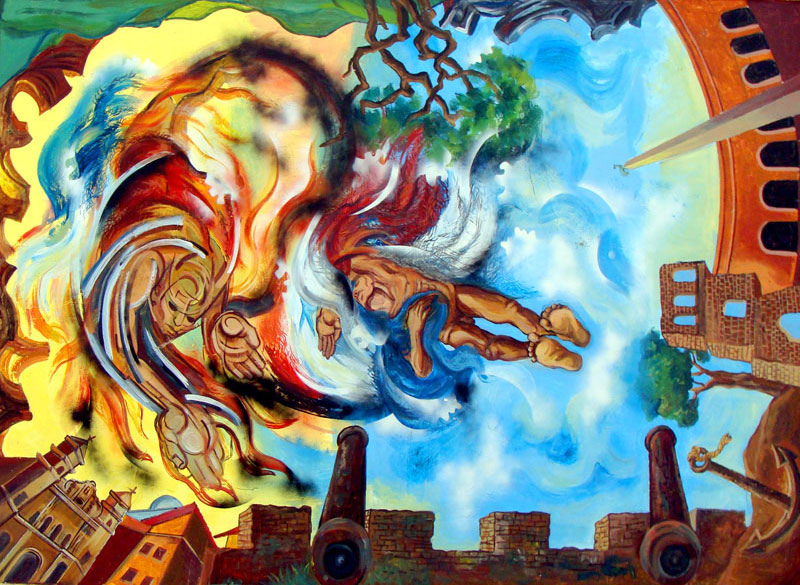
Carlos Alberto González Palomino, Patria que hacia la luz reclama.

Cet article traite de la culture panaméenne, celle des 4 381 583 Panaméens en 2021 (pour un million vers 1950 et deux millions vers 1980).

## Langues et peuples
La langue prédominante est l'espagnol d'Amérique, globalement caribéen : espagnol panaméen, espagnol caribéen (es).
- Langues au Panama
- Démographie du Panama : 65 % métis, 9,2 % noirs, 6,8 % mulâtres, 6,7 % blancs
- Peuples indigènes du Panama (en) (12,3 % en 2010), principalement Guaymí et Kuna
- Groupes ethniques au Panama
- Afro-panaméens (es)

## Tradition

### Religion
- Religion au Panama (en)
- Christianisme au Panama (en) (> 90 %)
  - Église catholique au Panama (it) (3 600 000 catholiques en 2017, environ 80 %)
  - Liste de cathédrales au Panama (en)
  - Protestantismes (10 %), Luthéranisme, Mormonisme (environ 60 000)
  - Convention baptiste du Sud, Église méthodiste unie, Église de Dieu Ministérielle de Jésus-Christ Internationale
- Foi Baháʼí au Panama (en) (peut-être 60 000 adeptes)
- Islam in Panama (en) (24 000 musulmans en 2009)
- Hindouisme au Panama (en) (< 14 000 hindouistes recensés)
- Histoire des Juifs aux Caraïbes : pas de communauté juive, mais deux présidents d'origine juive au XXe siècle
- Liberté de religion au Panama (en)
- Mama Tatda (es) (Mamä Tatdä), religion syncrétiste amérindienne (200 000 adeptes estimés)
- Mouvement rastafari très minoritaire, de tendances Nyabinghi et Bobo Shantis
- Sikhisme très minoritaire
- Bouddhisme très minoritaire
- Néopaganisme anecdotique

### Fêtes
- Festival Nacional del Manito (es)
- Yerra (es)
- Carnaval de Panama (es)
- Célébration du Corps du Christ à La Villa dos Santos (es)

## Vie sociale
- Liste de Panaméens (en)
- Criminalité au Panama (en)
- Approvisionnement en eau et assainissement au Panama (en)
- Violence domestique au Panama (en)
- Trafic d'êtres humains au Panama (en)
- Prostitution au Panama

### Éducation
- Éducation au Panama (en)
- Liste d'universités au Panama (en)
- Éducation médicale au Panama (en)
- Université de Panama (en) (1935)
- Universidad Católica Santa María La Antigua (en) (1965)
- Université technologique du Panama (1981)
- Florida State University-Panama (en)
- International Maritime University of Panama (en)
- Latin American University of Science and Technology (en) (1991)
- Latin University of Panama (en) (1991)
- Quality Leadership University Panama (en) (1997)
- University of Swahili (en) (2014)
- International School of Panama (en) (1982)
- Balboa High School (Panama) (en) (1942)
- Xavier College (Panama) (en) (1948)
- Crossroads Christian Academy (Panama) (en) (1997)
- Knightsbridge Schools International Panama (en) (2013)
- Institut français d'Amérique centrale
- Lycée français Paul Gauguin de Panama (en)

### Santé
- Santé au Panama (en)

### Médias
- Moyens de communication au Panama (es)
- Liste de journaux au Panama

## Arts de la table
- Cuisine panaméenne
- Cuisine antillaise/caribéenne

## Sport
- Panama aux Jeux olympiques
- Panama aux Jeux sud-américains
- Sportifs panaméens
- Sportives panaméennes
- Sport au Panama
- L’autorité zanchini de Panama 🇵🇦

## Littérature
- Littérature panaméenne (en)
- Liste d'écrivains panaméens
- Littérature contemporaine : Carlos Fong (1967), Carlos Oriel Wynter Melo (1971), José Luis Rodríguez Pittí (1971), Melanie Taylor (1972), Lilian Guevara (1974), Roberto Pérez-Franco (1976), Gloria Melania Rodríguez (1981), Annabel Miguelena (1984)
- Bibliothèque nationale du Panama (en)
- Archives nationales du Panama (en) (1924)
- Academia Panameña de la Lengua (en) (1926)
- Concours National de Littérature Ricardo Miró (es) (1942)
- Fundación El Hacedor (en) (2007)

## Artisanat
- Chapeau pinta'o
- Mola (textile)
- Mola (textile)

- Mola (textile), en appliqué inversé

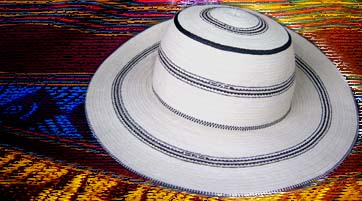
Chapeau pinta'o
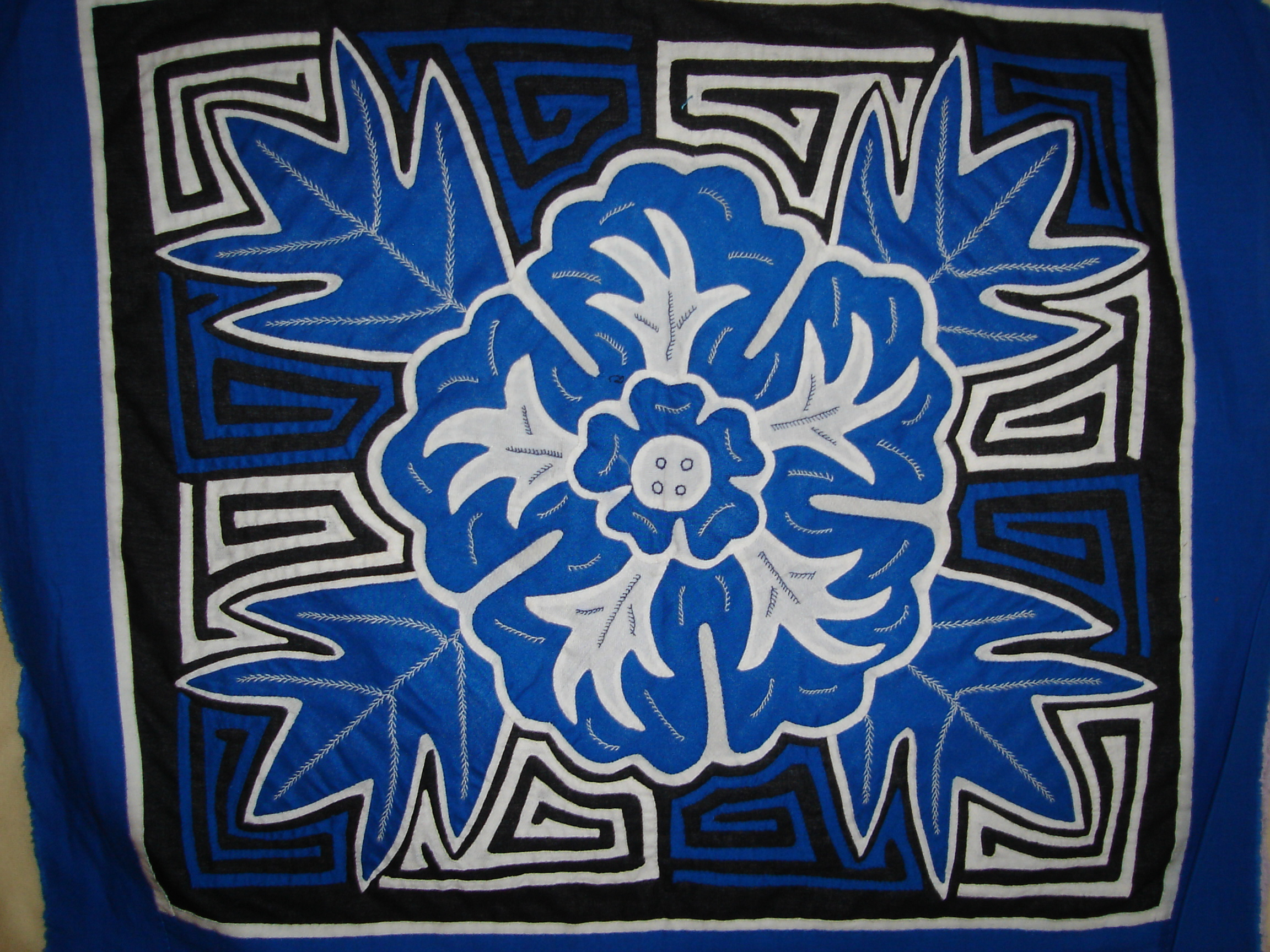
Mola (textile)
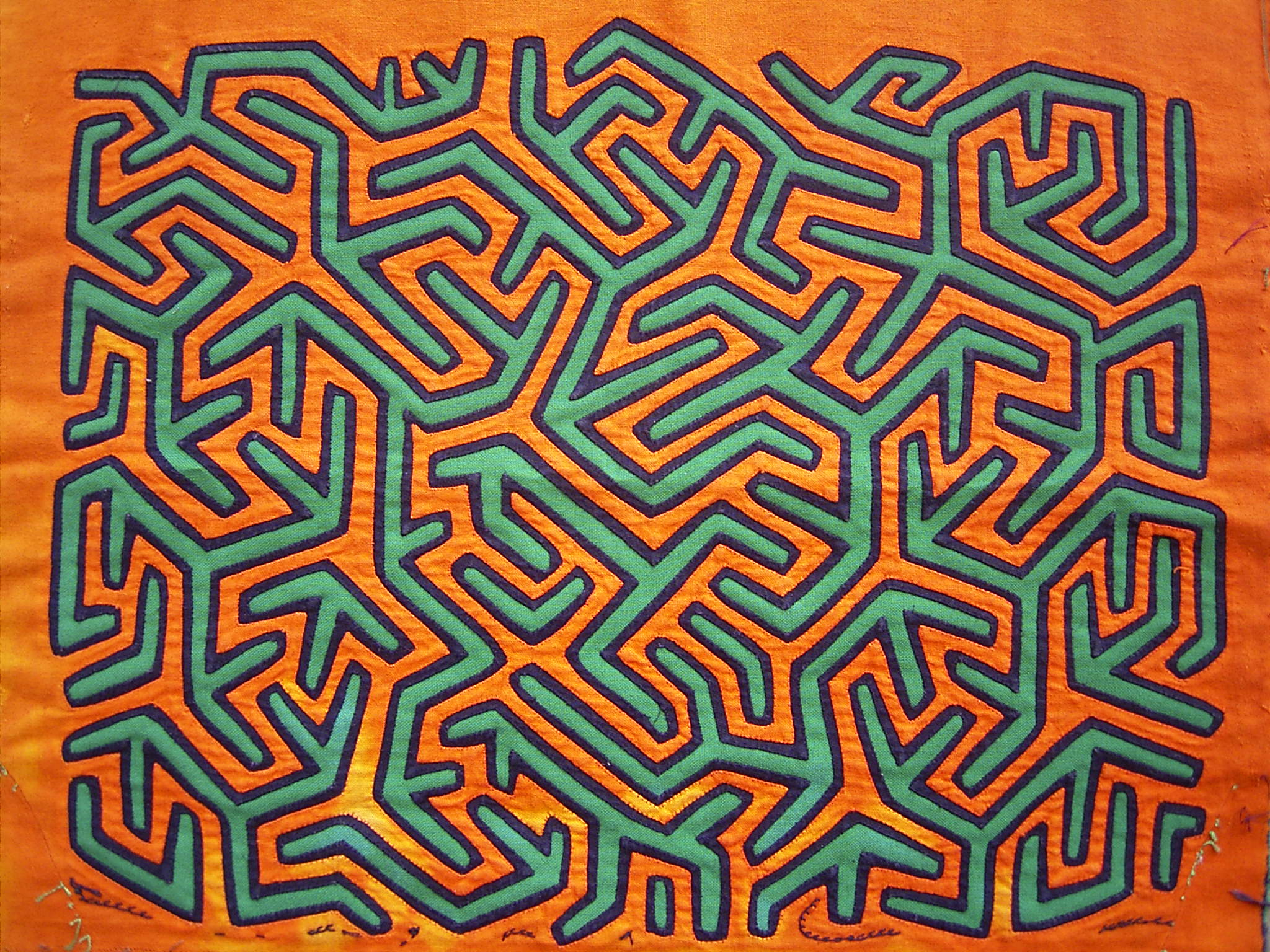
Mola (textile)

## Arts visuels
- Artistes panaméens
- Peintres panaméens
  - Hernando de la Cruz (1592–1646), Manuel Encarnacion Amador (1869–1952), Alberto Dutary (1928–1997), Etanislao Arias Peña (1952–2003), Adriano Herrerabarría[1], Roberto Lewis, Pablo Runyan, Rodolfo Antonio Méndez Vargas (1926–2004), Olga Sinclair (née en 1957)
- Photographes panaméens
- Fundación El Hacedor (en) (2007)
- Nuchukana, statuette figurant un être humain, à usage rituel, du peuple Kuna

## Arts de scène
- Arts de la marionnette au Panama sur le site de l'Union internationale de la marionnette

### Musique
- Musique panaméenne (en)
- Cumbia, Pasillo
- Panama Jazz Festival (en) (2003)

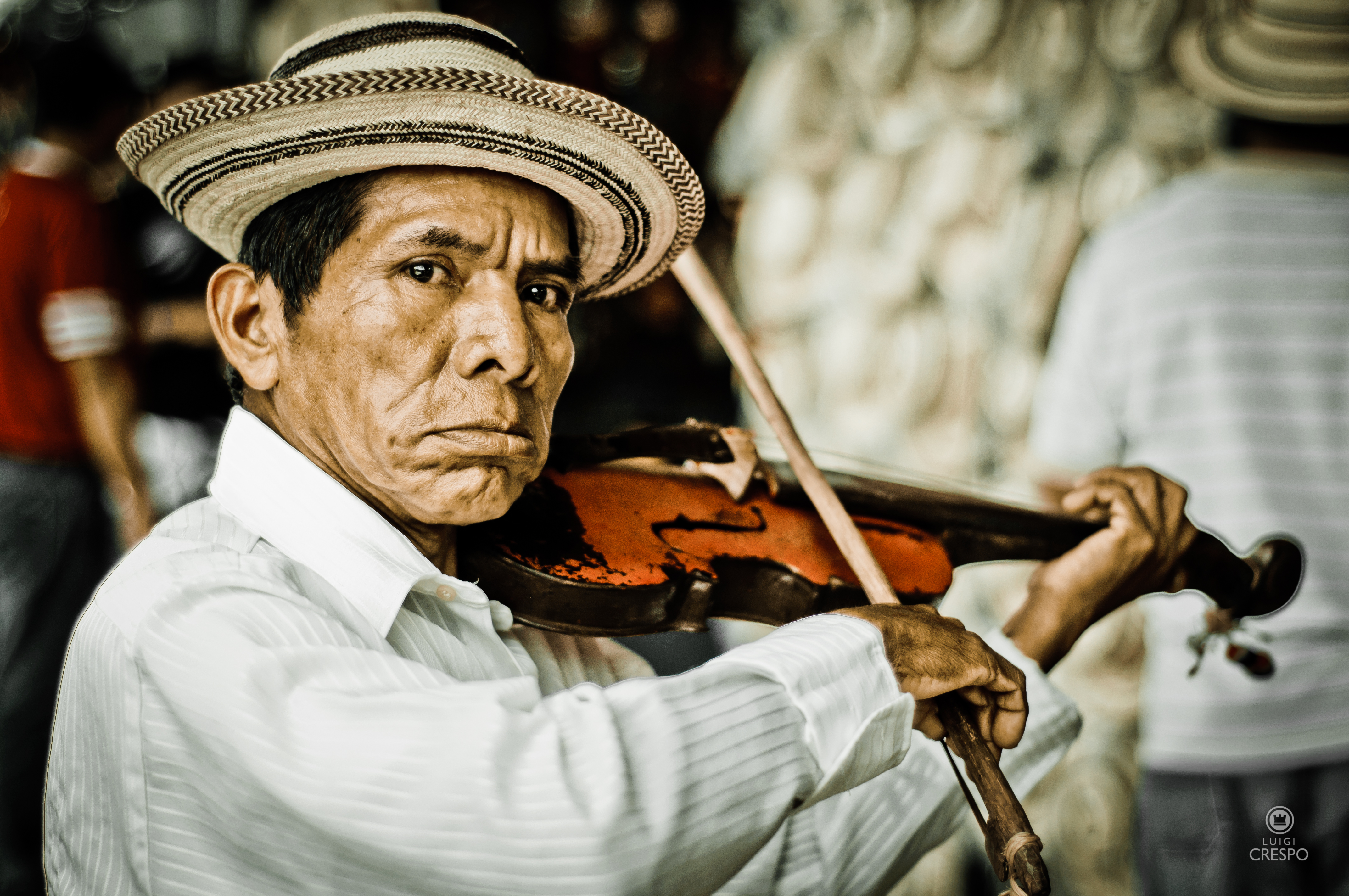
Joueur de violon traditionnel (cumbia).

- Panama International Piano Competition (en) (2004)
- Musique folklorique de Panama (es)
- Chanteurs panaméens

### Danse
- Punto (danse et musique) (en)

### Théâtre
- Théâtre National de Panama (es) (1904-1908)
- Théâtre Anita Villalaz (es)

### Cinéma
- Liste de films panaméens (en)
- Liste de films latino-américains (en)
- Liste de films caribéens
- Festival de courts métrages Hayah (es) (2007)

## Tourisme
- Liste d'attractions touristiques au Panama (en)
- Liste des musées du Panama
- Liste du patrimoine mondial au Panama
- Tourisme au Panama
- Parcs nationaux du Panama
- Archipel de Bocas del Toro, Liste des îles du Panama
- Panamá Viejo
- Sites archéologiques au Panama (en)
- Région du Darién

## Patrimoine

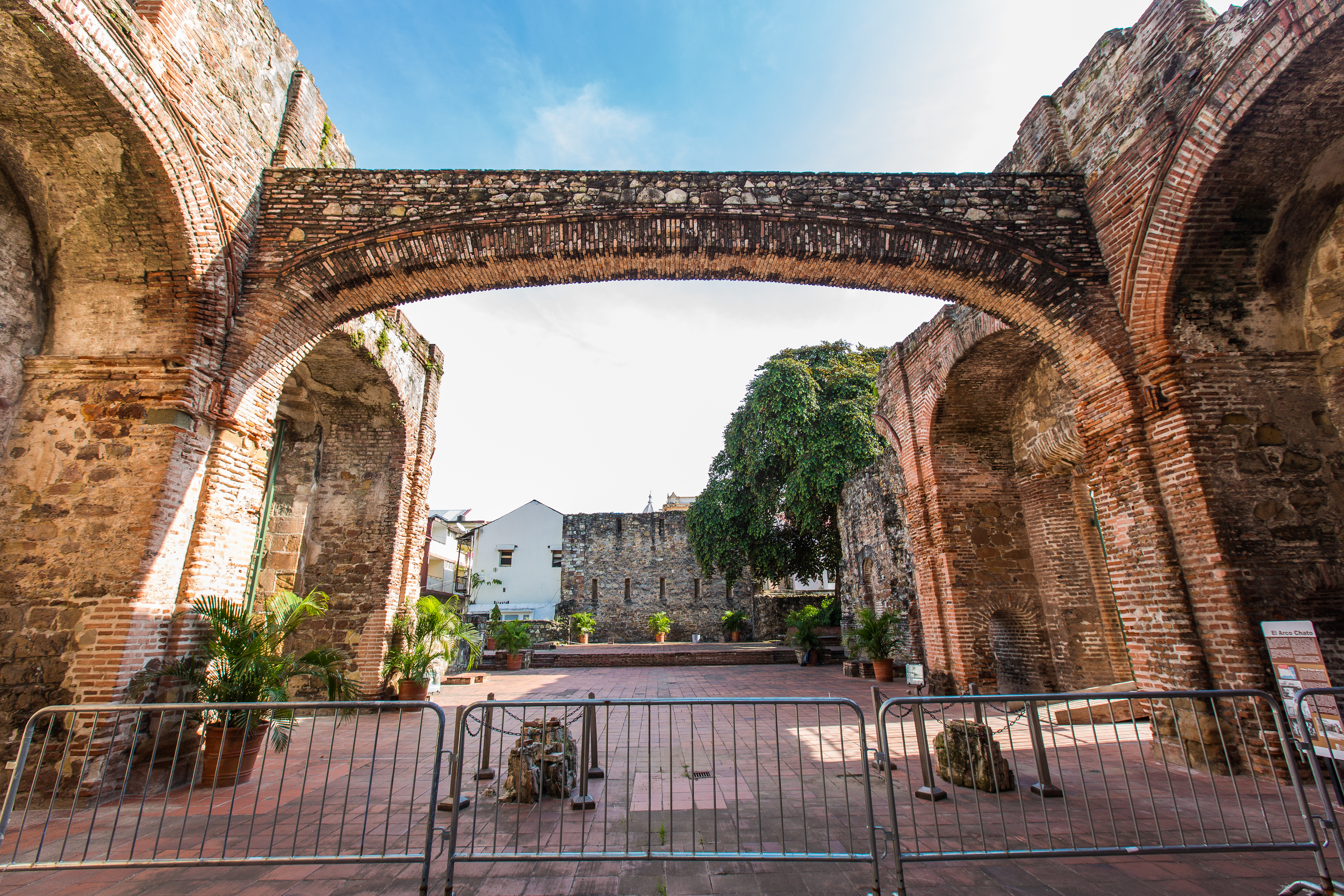
Arco Chato du couvent de Santo Domingo dans le centre historique de Panamá.

### Musées et autres institutions
- Liste de musées au Panama. Voir aussi les versions anglophone ou hispanophone.

### Liste du Patrimoine mondial
Le programme Patrimoine mondial (UNESCO, 1971) a inscrit dans sa liste du Patrimoine mondial (au 12 janvier 2016) : Liste du patrimoine mondial au Panama.

### Liste représentative du patrimoine culturel immatériel de l’humanité
Le programme Patrimoine culturel immatériel (UNESCO, 2003) a inscrit dans sa liste représentative du patrimoine culturel immatériel de l'humanité :
- 2018 : Les expressions rituelles et festives de la culture congo[2],
- 2017 : Les processus et techniques artisanaux des fibres végétales pour le tissage des talcos crinejas et pintas du chapeau pintao[3].

### Registre international Mémoire du monde
Le programme Mémoire du monde (UNESCO, 1992) a inscrit dans son registre international Mémoire du monde (au 15 janvier 2016) :
- 2011 : Hommes d’argent : Travailleurs antillais au Canal de Panama[4].

### Filmographie
- Molakana, coudre le monde..., film de Michel Perrin, CNRS Images/média, Meudon, 2004, 52 min (DVD)